# Galliate
Galliate – miejscowość i gmina we Włoszech, w regionie Piemont, w prowincji Novara.
Według danych na rok 2004 gminę zamieszkiwało 13 450 osób, 463,8 os./km².